# Werner Pinzner
Werner Pinzner (* 27. April 1947 in Hamburg-Bramfeld; † 29. Juli 1986 in Hamburg), auch „Mucki“ genannt, war ein deutscher Auftragsmörder, der als „St.-Pauli-Killer“ bekannt wurde. Nach einer Serie von Auftragsmorden erschoss er 1986 während einer Vernehmung im Hamburger Polizeipräsidium den ermittelnden Staatsanwalt, seine Ehefrau Jutta Pinzner und sich selbst. Der Fall führte zu politischen Konsequenzen in der Hansestadt Hamburg und gilt als einer der spektakulärsten Fälle in der Kriminalgeschichte der Bundesrepublik Deutschland.

## Leben
Werner Pinzner wurde als Sohn eines Rundfunkmechanikers und einer Lebensmittelketten-Filialleiterin geboren. Nachdem er die Schule ohne Abschluss abgebrochen hatte, fuhr er ab 1964 für zwei Jahre zur See. 1966 arbeitete er für einige Wochen als Fahrer und fuhr danach nochmals kurz zur See. Eine beabsichtigte Verpflichtung als Zeitsoldat bei der Bundeswehr scheiterte an Vorstrafen. Er lernte seine erste Frau kennen. 1970 wurde er erstmals zu einer kurzen Freiheitsstrafe verurteilt, im Jahr darauf kam seine Tochter zur Welt. Nach ihrer Geburt arbeitete Pinzner als Gerüstbauer, Fliesenleger und Schlachter. Im August 1975 beteiligte er sich an einem Überfall auf einen Supermarkt, bei dem einer der Täter den Leiter des Marktes erschoss.
Pinzner wurde im September 1975 festgenommen und zu einer zehnjährigen Freiheitsstrafe verurteilt. Noch vor der Verurteilung lernte er seine zweite Frau kennen. Neun Jahre der Strafe saß er in der Justizvollzugsanstalt Fuhlsbüttel ab, dann kam er als Freigänger in die Justizvollzugsanstalt Vierlande. Während seines Gefängnisaufenthaltes lernte er Personen kennen, die eine gewisse Bedeutung im Rotlichtmilieu von Hamburg-St. Pauli hatten, und kam auch mit Drogen in Kontakt. Pinzner konnte sich einen Revolver der Marke Arminius vom Kaliber .38 Special beschaffen und in seinem persönlichen Schließfach im Gefängnis hinterlegen, das der liberale Hamburger Strafvollzug jedem Häftling im offenen Vollzug anbot und das nie durchsucht wurde.
Als Freigänger beteiligte er sich im Juni 1984 gemeinsam mit zwei Komplizen aus dem Umfeld des Rotlichtmilieus an einem Raubüberfall auf einen Geldboten und beging im Folgemonat, noch vor der Entlassung, seinen ersten Auftragsmord. Noch im Juli 1984 wurde er aus dem offenen Vollzug entlassen. Innerhalb von 14 Monaten folgten mehrere Auftragsmorde, ehe die Polizei Pinzner 1986 festnahm.
Motiv für seine Taten war, dass er am Geschäft mit der Prostitution teilhaben wollte. Das gelang ihm allerdings nicht, da er zwar als Auftragsmörder gefürchtet, jedoch nicht als Teil des Rotlichtmilieus akzeptiert war. Zuletzt bestanden Planungen, Pinzner als Mitwisser ermorden zu lassen. Ein Kopfgeld von 300.000 DM soll auf ihn ausgesetzt gewesen sein, als er in Untersuchungshaft mit dem Staatsanwalt sprach. In der Untersuchungshaft sagte er über von ihm begangene Morde aus. Bei einer Vernehmung am 29. Juli 1986 erschoss er den ermittelnden Staatsanwalt, seine Ehefrau und sich selbst.
Pinzner wurde auf dem Kiez mit einem Autokorso gedacht. Die letzte Ruhestätte fand er auf dem Burgtorfriedhof in Lübeck.

## Die Morde Pinzners
Im Rahmen der Urteilsfindung zu lebenslangen Haftstrafen gegen drei weitere Beteiligte wurde Pinzner drei Jahre nach seinem Tod die Ermordung von fünf Personen nachgewiesen. Drei weitere Morde im Rotlichtmilieu hatte Pinzner bei seiner ersten Vernehmung zugegeben, später behauptete er, er wolle über elf von ihm begangene Morde aussagen. Nach der Tat vom 29. Juli 1986 wurde ihm daher zugeschrieben, 13 Menschen getötet zu haben.

## Auftragsmorde

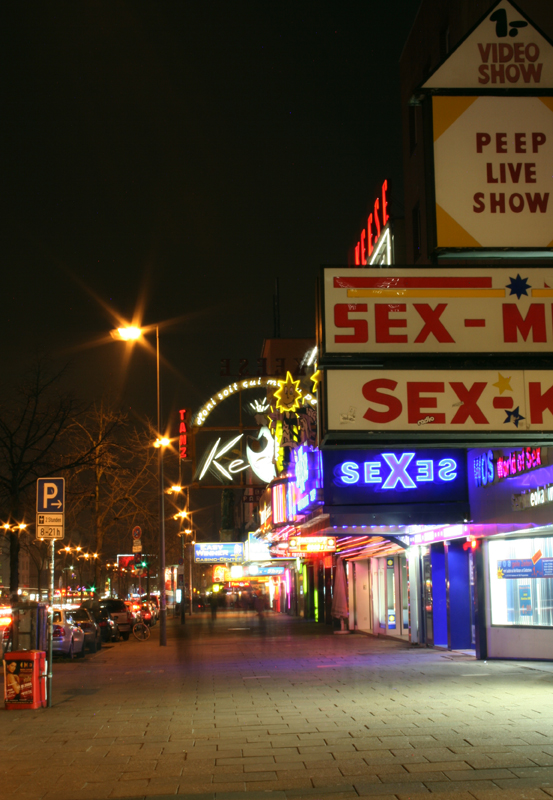
Rotlichtviertel in Hamburg

Werner Pinzner war als Auftragsmörder im Rotlichtmilieu tätig. Er beging Taten im Bereich der gesamten Bundesrepublik, im Wesentlichen handelte es sich aber um solche mit Bezügen zu Auseinandersetzungen im Rotlichtviertel von Hamburg-St. Pauli. Auftraggeber Pinzners war vor allem ein Zuhälter mit dem Spitznamen „Wiener-Peter“.

### Hamburger Kiez zur Zeit von Pinzners Morden
Die Zuhälter des Rotlichtviertels von Hamburg-St. Pauli waren bundesweit aktiv und betrieben sowohl in Hamburg als auch bundesweit Bordelle. Die Prostitution verzeichnete in den 1980ern allerdings einen erheblichen Rückgang infolge der zunehmenden Angst vor einer Infektion mit HIV. Gleichzeitig begannen sich in den deutschen Rotlichtvierteln neben den deutschen Zuhältern auch internationale Organisationen auszubreiten. Die Zuhälter reagierten darauf zunächst mit brutaleren Methoden der Ausbeutung der Prostituierten. Zunehmend wurde aber auch der Rauschgifthandel, wie auch andere illegale Aktivitäten wie Waffenhandel oder Hehlerei, zur Einnahmequelle. Neben der Ausdehnung auf andere Geschäftsfelder kam es zu vermehrten Auseinandersetzungen um die Reviere für Prostitution und den Drogenhandel. Teil dieser auch gewaltsam ausgetragenen Auseinandersetzungen waren die von Pinzner begangenen Auftragsmorde.
In St. Pauli, insbesondere entlang der Herbertstraße und an der Reeperbahn, hatten sich zwei Gruppen von Zuhältern gebildet, die um Einfluss rangen: die etabliertere sogenannte GMBH und die aufstrebende Nutella-Bande. Eine gewisse Rolle als Geldeintreiber spielten auch die Hells Angels, die von beiden Gruppen für Handlangerdienste eingesetzt wurden. Verdrängt wurde die GMBH schließlich nach und nach durch eine Gruppe um den „Wiener-Peter“, der später der hauptsächliche Auftraggeber Pinzners werden sollte.

### Die einzelnen Auftragsmorde

#### Jehuda Arzi
Jehuda Arzi oder Hans Jenö Müller war ein ehemaliger Bordellbesitzer, der seine ehemalige Ehefrau und seine Tochter mit der Vergangenheit der Mutter als Bordellbesitzerin erpresste. Zudem war er in ein unbezahltes Kokain-Geschäft verwickelt. Arzi versteckte sich vor seiner Frau und seinen Geschäftspartnern in einer Wohnung in Kiel.
Vermittelt durch den „Wiener-Peter“ baten Arzis Exfrau und Tochter Pinzner zunächst darum, Arzi einen Finger abzuschneiden, um ihn einzuschüchtern. Er erklärte, dass er Arzi für 40.000 DM töten würde. Im Auftrag von Exfrau und Tochter begab sich Pinzner schließlich mit einem Komplizen nach Kiel und erschoss Arzi am 7. Juli 1984 in dessen Wohnung. Zwar konnten die ehemalige Frau und die Tochter relativ rasch als Verdächtige ermittelt werden, aus Mangel an konkreten Beweisen wurden die Verfahren gegen die beiden aber zunächst wieder eingestellt.
Nach der Tat begab sich Pinzner zurück in den offenen Vollzug in der Justizvollzugsanstalt Vierlande, wo er die Waffe wieder in seinem Schließfach deponierte.

#### Peter Pfeilmaier
Peter Pfeilmaier, genannt „Bayern-Peter“, war Teilhaber am Bordell „Hammer Deich“ und am „MB-Club“. Der Club diente illegalem Glücksspiel, dem Konsum von Kokain durch die Mitglieder und der Organisation des Rauschgifthandels. Durch seinen zunehmenden eigenen Kokainkonsum und sein geschäftsschädigendes Verhalten im Bordell entwickelte sich Pfeilmaier zu einem wirtschaftlichen Risiko für seinen Partner. Der Partner bot daraufhin dem „Wiener-Peter“ eine Beteiligung an Stelle Pfeilmaiers an.
Mit der Ermordung Pfeilmaiers wurde Pinzner beauftragt. Er sollte von jedem der beiden neuen Partner 15.000 DM und eine Beteiligung an einem Bordell erhalten. Pinzner spielte Pfeilmaier mit Hilfe eines Komplizen ein größeres Rauschgiftgeschäft vor, das an einem ruhigen Ort abgewickelt werden sollte. Er begab sich mit dem Komplizen und dem Opfer am 12. September 1984 in dessen Wagen zu einem Garagenkomplex am Hirsekamp in Hamburg-Bramfeld, bei dem Pfeilmaier mit einem Kopfschuss getötet wurde.
In der Folge erhielt Pinzner allerdings nicht die zugesagte Bordellbeteiligung, vielmehr sollte er als Wirtschafter im „Hammer Deich“ arbeiten. Sein Komplize behielt einen Teil des zugesagten Geldes ein.

#### Dietmar Traub
Dietmar „Lackschuh“ Traub war zusammen mit dem „Wiener-Peter“ Betreiber des Bordells „Palais d’Amour“. Durch seinen hohen Kokainkonsum wurde auch Traub für seinen Partner eine Belastung. Zusätzlich wollte er sich gegen eine Abstandszahlung von 100.000 DM aus seinem Engagement in dem Bordell zurückziehen und betrieb Rauschgiftgeschäfte auch unabhängig von seinem Partner. Traub hielt sich allerdings mehr und mehr vom Kiez fern.
Im November 1984 begab sich Traub zur Kontrolle einer Prostituierten nach München. Pinzner folgte ihm zusammen mit einem gerade aus der Haft entlassenen Komplizen. Die beiden legten einen Zwischenstopp in Heilbronn ein, wo sie sich bei einem als „Häuptling von Heilbronn“ bekannten Bordellier ein Alibi besorgten. Danach fuhren sie nach München. Wie schon bei Pfeilmaier, wurde dem späteren Opfer ein fiktives Rauschgiftgeschäft angetragen. Traub ging darauf ein. Die drei begaben sich mit einem Leihwagen in den Riemerlinger Forst. Dort täuschten Pinzner und sein Komplize eine Autopanne vor und erschossen Traub, nachdem er ausgestiegen war.

#### Waldemar Dammer und Ralf Kühne
Waldemar Dammer, bekannt als „Neger-Waldi“, betrieb in Konkurrenz zu „Wiener-Peter“ zwei Bordelle. Kurz vor Ostern 1985 ließ Dammer „Wiener-Peter“ von zweien seiner Schläger in dessen Bordell „Palais d’Amour“ zusammenschlagen und demütigte ihn dadurch öffentlich. Pinzner erhielt mit einem Komplizen den Auftrag, für pauschal 60.000 DM Dammer und seine beiden Schläger zu töten.
Pinzner ging davon aus, dass sich Dammer mit den Schlägern zu einer Besprechung in dessen Haus im bürgerlichen Hamburg-Schnelsen treffen würde. Daher begab er sich mit seinem Komplizen am Ostermontag zu Dammers Haus und wurde eingelassen. Dort wurden Dammer und sein Wirtschafter Ralf Kühne erschossen, nicht aber die Schläger.
Pinzner gestand später zwar diese Morde, anhand der Waffen konnte jedoch nachgewiesen werden, dass nicht er, sondern sein Komplize die beiden Männer erschossen hatte.

### Ermittlungen wegen der Auftragsmorde
Im Zusammenhang mit Hinweisen – die sich letztlich nicht bestätigten –, dass hochrangige Polizeibeamte mit Zuhältern gemeinsame Sache machen würden, war unter dem Innensenator Alfons Pawelczyk bereits Ende der 1970er eine Ermittlungsgruppe gegen die organisierte Kriminalität eingerichtet worden, die Fachdirektion 65. Es war die erste derartige Dienststelle zur Bekämpfung der organisierten Kriminalität in Deutschland. Diese Polizeieinheit arbeitete unter anderem mit V-Leuten und Abhörmethoden. Sie war auch polizeiintern abgeschirmt. Ihr gelang es, einen namhaften Bordellier, der „Pate von St. Pauli“ genannt wurde, wegen Steuerhinterziehung festzusetzen. Außerdem konnte die Fachdirektion 65 sowohl gegen die GMBH als auch die Nutella-Bande und die Hells Angels Erfolge erzielen.
Das von Pinzner verwendete Kaliber .38 stellt zwar einen sehr weit verbreiteten Projektildurchmesser dar, aber die Projektile der von Pinzner verwendeten Waffe wiesen eine Besonderheit auf: Pinzners Revolver war eine Waffe mit „zehn Zügen mit Rechtsdrall“, einem sehr seltenen Merkmal. Aus dieser Besonderheit und der Tatsache, dass es sich um Morde an Personen mit Bezug zum Zuhältermilieu von St. Pauli handelte, konnte sehr rasch darauf geschlossen werden, dass es sich um eine eigenständige Mordserie handelte. Lediglich bei Jehuda Arzi waren die Bezüge zu St. Pauli zunächst nicht erkennbar, und der Doppelmord an Dammer und Kühne wies nur Parallelen in der Tatausführung auf, wurde aber mit einer anderen Waffe ausgeführt.
Wegen der Gemeinsamkeiten der Todesfälle wurde eine Sonderkommission (SoKo) unter Federführung der Fachdirektion 65 gebildet. Systematisch wurden die Ergebnisse der verdeckten Ermittlungen zusammengetragen, potenzielle Zeugen vernommen. Als schließlich zwei Prostituierte konkrete Aussagen machten, verhaftete ein Mobiles Einsatzkommando am 15. April 1986 Pinzner, den „Wiener-Peter“ und einen Komplizen. „Auf dem Sofa des Killers lag die Mordwaffe, ein geladener Revolver der Marke Arminius, Kaliber .38, zehn Züge, Rechtsdrall.“
Nach der Festnahme, die lediglich wegen des Mordverdachts an „Bayern-Peter“ Pfeilmaier erfolgt war, verlangte Pinzner unmittelbar, den ermittelnden Staatsanwalt Wolfgang Bistry zu sprechen. Bei der ersten Vernehmung gab Pinzner zu Protokoll, acht Morde begangen zu haben. Dem Staatsanwalt gegenüber erklärte er später, dass er insgesamt elf Personen getötet habe und zur Aussage bereit sei. Bedingung sollte sein, dass er noch einmal zwei Tage (48 Stunden) mit seiner Frau Jutta ungestört verbringen dürfe. Die Antwort des Staatsanwaltes war vage gehalten und ging dahin, dass man sehen werde, was möglich sei. Pinzner nahm das nach Eintragungen in seinem Tagebuch wohl als eine Zusage. In der Folge sollte Pinzner in mehreren Vernehmungen zu fünf Morden konkrete Angaben machen und zu den Strukturen im Rotlichtmilieu St. Paulis aussagen.

## Tat vom 29. Juli 1986

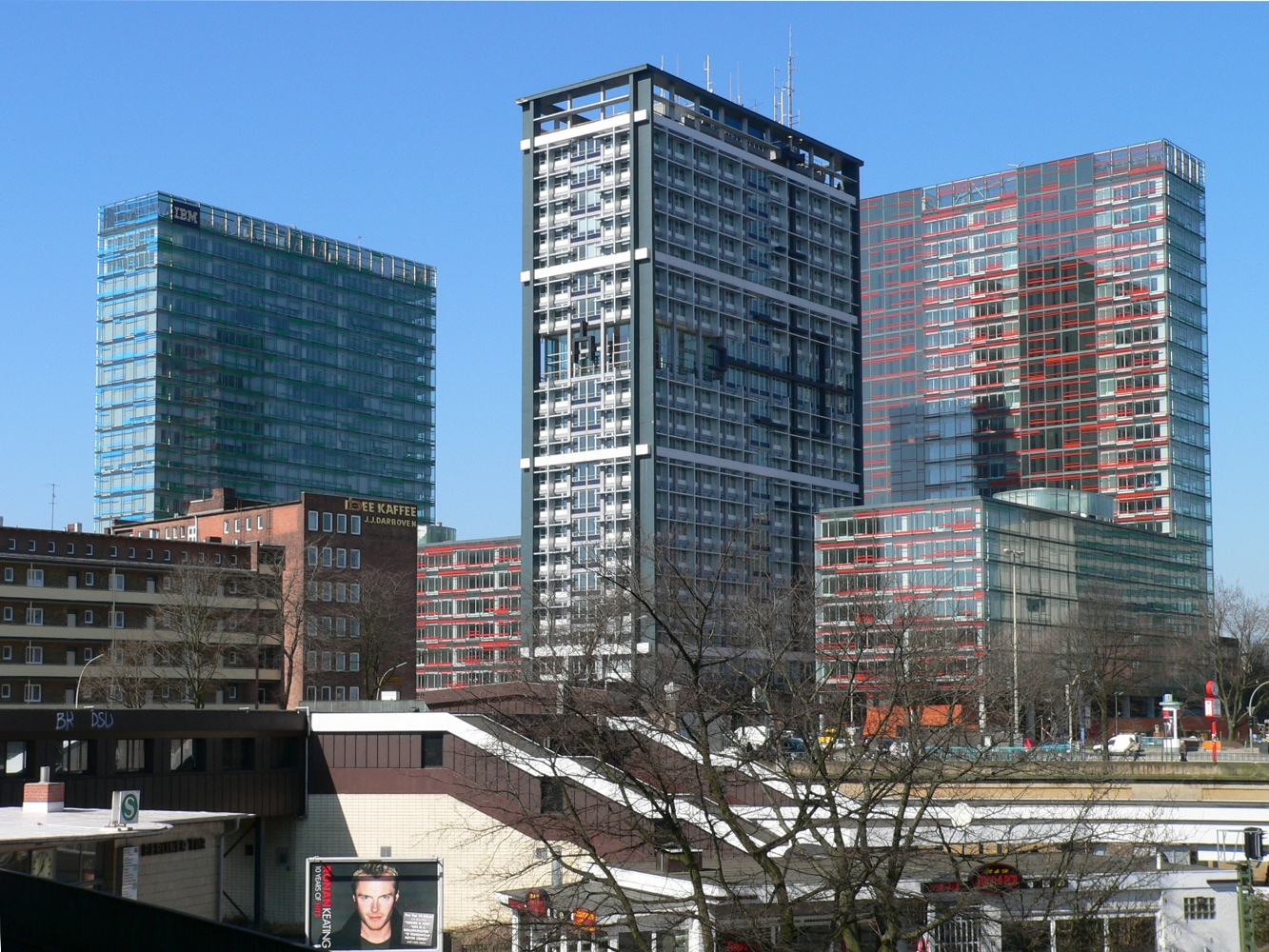
Gebäudeensemble am Berliner Tor. Mittig das damalige Polizeipräsidium.

Am 29. Juli 1986 wurde Pinzner zur Vernehmung in das damals in einem Hochhaus am Berliner Tor ansässige Hamburger Polizeipräsidium gebracht. Anwesend waren Pinzner, seine Frau Jutta, seine Rechtsanwältin Isolde Oechsle-Misfeld, zwei Polizeibeamte, eine Schreibkraft zur Aufnahme der Aussage und der Staatsanwalt Wolfgang Bistry. Pinzners Frau hatte mit Hilfe der Rechtsanwältin eine Schusswaffe in das Präsidium geschmuggelt. Pinzner ergriff diese und erschoss den Staatsanwalt. Die Polizeibeamten konnten den Raum verlassen. Pinzner verbarrikadierte die Tür, telefonierte mit seiner Tochter und erschoss dann seine Frau und sich selbst.
Es folgten umfangreiche Ermittlungen, um die vermuteten Hintermänner der Tat zu fassen; so durchsuchte die Polizei das Büro der Rechtsanwältin. Im Dezember 1986 führten etwa 350 Polizeibeamte und mehrere Staatsanwälte zeitgleich eine Großrazzia in Hamburg, Ahrensburg, Braunschweig und auf Mallorca durch. Es kam zu drei Verhaftungen und mehreren Festnahmen. Der Bordellier Reinhard Klemm, genannt „Ringo“, der als Hintermann des Mordes an Staatsanwalt Bistry verdächtigt wurde, entkam jedoch über die Dächer und verließ Deutschland in Richtung Costa Rica, von wo er erst nach erheblichen diplomatischen Anstrengungen ausgeliefert wurde.

## Presse
Der Hamburger Innensenator Rolf Lange (SPD) stellte die Festnahme Pinzners und der übrigen Beteiligten auf einer Pressekonferenz noch als großen Erfolg der Fachdirektion 65 im Kampf gegen die organisierte Kriminalität dar.
Bereits am Tag der Festnahme Pinzners vereinbarten die Rechtsanwältin Pinzners und der Reporter Thomas Reinecke, dass gegen eine Zahlung von 30.000 DM Pinzner, seine Anwältin und Pinzners Frau nur über Reinecke mit der Presse kommunizieren würden. Reinecke verkaufte diese Rechte seinerseits an das Magazin Stern weiter. Der Stern verfügte damit über Exklusivrechte.
Der Journalist Thomas Osterkorn konnte sich private Bilder und Aufzeichnungen Pinzners beschaffen: Pinzners Nachbarn hatten sie auf dem nicht von der Polizei durchsuchten Speicher Pinzners gefunden und Osterkorn angeboten. Osterkorn begann auf Grund dieses Materials seine Karriere beim Stern. Die Bunte druckte Briefe Pinzners an seine Frau ab, die Zeitschrift Quick Briefe der Ehefrau an Pinzner. Die Bild-Zeitung konnte zunächst nicht mit diesen Informationen mithalten, „revanchierte“ sich aber mit einer Schlagzeile, mit der die Anwältin diffamiert wurde.
Nach dem Tod Pinzners wurde erstmals seit der Schleyer-Entführung eine Nachrichtensperre verhängt, die allerdings nur die Spekulationen in der Presse anheizte. Der Justizskandal verschärfte sich, als schließlich bekannt wurde, dass in der Zelle Pinzners Utensilien zum Heroinkonsum, Kokain und an seinem Körper Einstichstellen gefunden worden waren.

## Folgen
Die Auftragsmorde und der Doppelmord mit anschließendem Suizid erregten erhebliches öffentliches Aufsehen. Wegen der Bekanntheit des Falles wurde seine Dokumentation ein wichtiger Bestandteil einer Ausstellung der bekanntesten Kriminalfälle der Hamburger Kriminalgeschichte, Pinzner war Bestandteil einer NDR-Sendereihe zu großen Kriminalfällen der Hansestadt, die ARD befasste sich in der Sendereihe Die großen Kriminalfälle 2002 mit dem Fall. Auch das ZDF thematisierte die Mordserie 2016 in der Dokumentation Mord ohne Gewissen: Der St. Pauli-Killer in der Reihe Aufgeklärt – Spektakuläre Kriminalfälle. Der Fall Pinzner wurde dementsprechend bei der Ausstellung Ein Polizeimuseum für Hamburg 2007 neben anderen Hamburger Kriminalfällen – wie etwa den Serienmorden Fritz Honkas oder des Kaufhauserpressers „Dagobert“ – und im Polizeimuseum Hamburg besonders dargestellt. Außerdem wird er bei Touristenführungen durch St. Pauli thematisiert. Den 25. Jahrestag der Tat im Polizeipräsidium vom 29. Juli 1986 nahm der Norddeutsche Rundfunk 2011 zum Anlass für eine erneute Dokumentation.

### Politik
Im Zusammenhang mit dem Fall Pinzner kam es zu einem Justizskandal wegen der unzureichenden Sicherheitsvorkehrungen in den Hamburger Gefängnissen, aber auch wegen des zu großen Entgegenkommens der Ermittlungsbehörden gegenüber Pinzner. Werner Pinzner war auch mit Drogen versorgt worden, was ebenfalls auf erhebliche Sicherheitsmängel hindeutete. Die Senatoren für Inneres und Justiz waren unabhängig von den Taten Pinzners politisch angeschlagen. Eva Leithäuser (SPD), die Senatorin für Justiz, stand wegen des von ihr vertretenen liberalen Strafvollzugs in der öffentlichen Kritik, der Innensenator Rolf Lange (SPD) wegen des sogenannten Hamburger Kessels, beide aber auch wegen der Sorge der Bevölkerung vor steigender Kriminalität. Hinzu kam, dass angesichts der nahen Wahlen zur Hamburgischen Bürgerschaft am 9. November 1986 die bislang regierende sozialdemokratische Regierung in der Folge des Skandals die Wahl zu verlieren drohte. Wegen des Kriminalfalles zogen die zwei Senatoren der Hansestadt für Inneres und Justiz die politischen Konsequenzen und traten am 6. August 1986 zurück. Hatten die Umfragen im Juni 1986 noch auf einen eindeutigen Sieg der SPD hingedeutet, führte die durch die Tat im Polizeipräsidium hervorgerufene Debatte um die innere Sicherheit zu starken Stimmverlusten bei der Wahl für die SPD. Die SPD (41,7 %) wurde hinter der CDU (41,9 %) nur zweitstärkste Kraft. Da es in der Folge zu keiner Koalitionsvereinbarung kam, traten die sogenannten „Hamburger Verhältnisse“ mit einem SPD-Minderheiten-Senat mit wechselnden Mehrheiten ein.
Durch den Fall gelangte das Thema der organisierten Kriminalität in die politische Debatte in der Bundesrepublik.
Um Vorfälle wie den am 29. Juli 1986 zu verhindern, wurden Sicherheitsschleusen an den Eingängen des Polizeipräsidiums installiert, die noch immer bestehen. Die zunächst gegen alle Strafverteidiger gerichtete generelle Kontrolle der Hamburger Justizbehörden nach der Ermordung Bistrys stieß auf erheblichen Widerstand der Hamburger Rechtsanwaltskammer, der Arbeitsgemeinschaft Hamburger Strafverteidiger und des Republikanischen Anwaltsvereins.

### Folgeprozesse
Gegen Pinzners Anwältin sowie drei seiner Auftraggeber wurde Anklage erhoben. Auch diese Prozesse stießen auf ein großes Medieninteresse. Bei dem Prozess gegen die Anwältin ging der gerichtlich bestellte Gutachter Herbert Maisch davon aus, dass die Rechtsanwältin sich in der Folge schwerer Entwicklungsstörungen in Kindheit und Jugend bei der Fallbearbeitung derartig verstrickt habe, dass sie sich selbst nicht mehr daraus habe befreien können. Sie erhielt schließlich sechseinhalb Jahre Freiheitsstrafe wegen Beihilfe zum Mord, ihre Zulassung verlor sie für fünf Jahre. 1989 bekamen zwei Komplizen Pinzners und dessen Auftraggeber Wiener-Peter lebenslang. Letzterer wurde nach Verbüßung von 14 Jahren im Februar 2000 nach Österreich ausgewiesen.
Neben den Strafprozessen befasste sich die Justiz auch presserechtlich mehrfach mit den Folgen der Taten Pinzners. So musste Der Spiegel nach Berichten über einen angeblichen Hintermann der Morde eine halbseitige Gegendarstellung drucken. Dem Journalisten Dagobert Lindlau wurde es aus Gründen der Resozialisierung 1994 durch das Landgericht Hamburg untersagt, den Namen der Rechtsanwältin Pinzners in seinem Buch Der Lohnkiller zu nennen.

### Film und Literatur
Die Ereignisse um Werner Pinzner wurden bereits bald nach dem Suizid als Stoff für ein Drehbuch angesehen:
Im auf die Morde folgenden Jahrzehnt griffen Kriminalroman und -film den Stoff des „St.-Pauli-Killers“ auf: So befasste Frank Göhre sich in seiner St.-Pauli-Trilogie mit dem Fall. Unter der Regie von Nico Hofmann entstand 1995 der Film Der große Abgang, der auf dem Fall basierte und mit dem Fernsehfilmpreis der Deutschen Akademie der Darstellenden Künste ausgezeichnet wurde.
Das Dokudrama Tatort Reeperbahn – Der Auftragskiller (2023) stellte den Fall mit Gunnar Titzmann in der Titelrolle dar
und wurde 
als beste Dokumentation mit dem goldenen Delfin bei den Corporate media and TV awards in Cannes ausgezeichnet.
Der fünfte Teil der fünfteiligen Fernsehserie Reeperbahn Spezialeinheit FD 65 – erstmals im NDR im Januar 2024 gesendet – befasst sich mit dem Folgentitel Die Schlacht um St. Pauli im Wesentlichen um den Fall Pinzner und dessen Morde.